# Brachyscias
- Commons
- Wikispecies

Brachyscias é um género botânico pertencente à família Apiaceae.